# Smittoidea
Smittoidea är ett släkte av mossdjur som beskrevs av Osburn 1952. Smittoidea ingår i familjen Smittinidae.
Släktet Smittoidea indelas i:
- Smittoidea acutodentata
- Smittoidea albula
- Smittoidea amplissima
- Smittoidea bulbosa
- Smittoidea calcarata
- Smittoidea calceolus
- Smittoidea circumspecta
- Smittoidea conspicua
- Smittoidea cribrooecia
- Smittoidea curtisensis
- Smittoidea dentio
- Smittoidea discoveriae
- Smittoidea errata
- Smittoidea evelinae
- Smittoidea exilis
- Smittoidea glaciata
- Smittoidea hexagonalis
- Smittoidea hyalina
- Smittoidea incucula
- Smittoidea levis
- Smittoidea livingstonei
- Smittoidea longiuscula
- Smittoidea magna
- Smittoidea malleata
- Smittoidea marmorea
- Smittoidea maunganuiensis
- Smittoidea microoecia
- Smittoidea ophidiana
- Smittoidea ornatipectoralis
- Smittoidea pachydermata
- Smittoidea pacifica
- Smittoidea perrieri
- Smittoidea pourquoipasi
- Smittoidea prolifica
- Smittoidea propinqua
- Smittoidea pugiuncula
- Smittoidea reticulata
- Smittoidea rhynchota
- Smittoidea sigillata
- Smittoidea spinigera
- Smittoidea transporifera
- Smittoidea tripora
- Smittoidea zealandiae